# آیات الاحکام
آیات الاحکام که به فقه القرآن نیز مشهور است، به مجموعه‌ای از آیات قرآن که در بیان احکام شرعی نازل شده یا فقیه از آن آیات، برای استنباط حکم شرعی استفاده می‌کند، گفته می‌شود.

## اهمیت
اصلی‌ترین و مهم‌ترین منبع به دست آوردن و استنباط احکام و قوانین شرعی که در اسلام به آن تأکید فراوان شده، قرآن است. در قرآن بیش از شش هزار آیه وجود دارد که تعداد کمی از آن‌ها در بیان تکالیف شرعی مکلفان نازل شده‌است. در نتیجه این تعداد از آیات برای به دست یافتن احکام شرعی مورد اهمیت و توجه بالایی قرار دارد.

## تعداد آیات
تعداد آیات احکام حدود ۵۰۰ آیه است. در این عدد مقداری اختلاف نظر نیز وجود دارد ولی مشهورترین آمار در این زمینه، ۵۰۰ آیه می‌باشد. تا جایی که فاضل تونی ادعا کرده که تا کنون آماری مخالف این عدد ندیده‌است و همچنین اسم بعضی از کتاب‌هایی که در زمینه آیات الاحکام تألیف شده بر اساس همین عدد بوده، مثل کتاب «النهایة فی تفسیر خمسمائة» و کتاب «منهاج الهدایة فی تفسیر خمسمائة آیة».
در طول تاریخ نیز کسانی بودند که برای این آیات، عدد خاصی را مطرح نکردند. مثلاً ابن دقیق معتقد است که هر شخص باتوجه به قریحه و ذهن خودش می‌تواند آیات الاحکام را شمارش کند، در نتیجه ممکن است شخصی به آمار ۵۰۰ آیه و شخص دیگر به آماری فراتر از آن برسد.

## اولین کتاب آیات الاحکام
آقابزرگ تهرانی در الذریعه از کتاب احکام القرآن که توسط یکی از یاران محمد باقر و جعفر صادق به نام محمد بن السائب بن بشر الکلبی (پدر هشام کلبی) تألیف شده به عنوان اولین کتاب در این موضوع یاد می‌کند و برای تأیید این سخن مطالبی را از کتاب الفهرست ابن ندیم و کشف الظنون کاتب چلبی می‌آورد.